# Mayor (Mondoñedo)
Mayor (llamada oficialmente Santa María Maior) es una parroquia española del municipio de Mondoñedo, en la provincia de Lugo, Galicia.

## Otras denominaciones
La parroquia también es conocida por el nombre de Santa María Mayor.

## Límites
Limita al norte con Lindín y Santo Tomé de Lourenzá; al sur con Meilán, Moxueira, Cadavedo y Bretoña; al este con San Adriano de Lourenzá y Moxueira y al oeste con Argomoso.

## Organización territorial
La parroquia está formada por once entidades de población:
- Braña (A Braña)
- Cruz da Carreira (A Cruz da Carreira)
- Curros
- Ferreira
- Ferreria (Ferrería)
- Fondo da Vila (O Fondo da Vila)
- Moural (O Moural)
- Souto (O Souto)
- Soutoxuane
- Veira do Río (A Beira do Río)
- Vidueiras (Bidueiras)

## Demografía
| Gráfica de evolución demográfica de Mayor entre 2000 y 2022 |
|                                                             |
| Datos según el nomenclátor publicado por el INE.            |

## Patrimonio
Su iglesia parroquial es del siglo XVIII y conserva varios retablos antiguos de interés al igual que el de la capilla de San Antonio. En esta parroquia se ha encontrado parte de una calzada romana y en lugar de O Castro restos castrexos.